# Franz-Otto Krüger
Franz-Otto Krüger (Berlino, 1º aprile 1917 – Monaco di Baviera, 17 marzo 1988) è stato un attore, regista, sceneggiatore e doppiatore tedesco.

## Biografia
È ricordato prevalentemente per aver interpretato il ruolo di Karl-Heinz, il fratello maggiore del protagonista, l'adolescente Edmund, nel film del 1948 di Roberto Rossellini Germania anno zero, il suo secondo film e il primo di una lunga serie. Attivo in teatro (anche di cabaret), cinema e televisione dalla fine degli anni trenta fino alla morte, ha girato oltre un centinaio tra film e serial televisivi. Perfezionatosi alla scuola teatrale berlinese del Lessingtheater e del Rose-Theater, nel quartiere di Friedrichshain, ha poi lavorato in teatri di Monaco di Baviera e Colonia.
Alla fine della seconda guerra mondiale ha proseguito l'attività di attore teatrale, pur avviandosi ad una nuova carriera cinematografica. Dopo aver girato con Rossellini Germania anno zero, è stato chiamato a dirigere la divisione intrattenimento della stazione radiofonica NWDR-Nordwestdeutscher Rundfunk. Fra il 1950 ed il 1960 Krüger è apparso in numerosi film commedia, sia pure con piccoli ruoli da caratterista. Contestualmente ha firmato regie teatrali e cinematografiche, contribuendo in alcuni casi anche alla stesura della sceneggiatura. A queste attività ha alternato anche quella di doppiaggio per la distribuzione tedesca di grandi produzioni hollywoodiane (fra gli altri film doppiati figurano Fronte del porto, Bambi e Il grande dittatore).

## Filmografia

### Attore
- Germania anno zero, regia di Roberto Rossellini (1948)
- Schwarzwaldmädel, regia di Hans Deppe (1950)
- Der Fürst von Pappenheim, regia di Hans Deppe (1952)
- Die Rose von Stambul, regia di Karl Anton (1953)
- Riviera-Story, regia di Wolfgang Becker (1961)
- Il venditore di uccelli (Der Vogelhändler), regia di Géza von Cziffra (1962)